# GHC
A Associação Beneficente Giuliano Esporte Clube (ABGEC) é uma entidade dedicada ao desenvolvimento do handebol em Teresina, Piauí. Fundada em 2004, a associação tem como missão proporcionar oportunidades esportivas para jovens piauienses, incentivando a prática do handebol como ferramenta de inclusão social, formação cidadã e excelência esportiva.
Ao longo de sua trajetória, a ABGEC conquistou títulos expressivos, consolidando-se como uma das principais equipes da região. Entre suas maiores conquistas estão:
• Campeã do Jogos Universitário de Handebol 2024
• Vice campeão do campeonato brasileiro Adulto
• Terceira melhor equipe do campeonato brasileiro Juvenil
• Campeã dos Jogos Escolares da Juventude
• Vice-campeã do Campeonato Mundial Escolar de Handebol (Turquia, 2014), representando o Brasil na competição internacional
Além dos títulos, a equipe tem sido referência na revelação de talentos, contribuindo para o crescimento do handebol no estado e no cenário nacional. Atualmente, a ABGEC é a equipe piauiense mais destacada no handebol regional, mantendo um trabalho contínuo de formação e alto rendimento.
Com um legado de dedicação e conquistas, a Associação Beneficente Giuliano Esporte Clube segue fortalecendo sua história e inspirando novas gerações de atletas.